# Nhật ký kẻ trộm tình
เสน่หา Diary (Sanaeha Diary) (tên tiếng Việt: Nhật ký kẻ trộm tình) là Series phim Thái Lan tổng cộng 28 tập phát sóng trên đài One 31 năm 2017. Phim được chia làm ba phần: Gub Dug Sanaeha (Lưới tình / Vay tình), Buang Sanaeha (Vòng lặp tình yêu / Giấu tình) và Saeb Sanaeha (Đùa tình). Bộ Series kể về câu chuyện khi hôn nhân sẽ tan vỡ khi "kẻ trộm tình" xuất hiện hay vốn dĩ vì cuộc hôn nhân đó đã có vết hở nên kẻ thứ 3 mới dễ dàng chen chân vào? Với 3 phần – cũng là 3 câu chuyện, tình huống đầy ấn tượng xoay quanh tình yêu và đời sống hôn nhân, series Nhật ký kẻ trộm tình sẽ giúp người xem lý giải câu hỏi trên. Phim được phát sóng tại Việt Nam trên kênh HTV2.

## Phần phim và diễn viên chính
| Phần | Tựa đề                                                 | Diễn viên                                                                                   | Ngày phát sóng                 | Số tập     | Ghi chú                            | Phát sóng tại Việt Nam              |
| ---- | ------------------------------------------------------ | ------------------------------------------------------------------------------------------- | ------------------------------ | ---------- | ---------------------------------- | ----------------------------------- |
| 1    | กับดักเสน่หา / Gub Dug Sanaeha Lưới tình / Vay tình       | Nawat Kulrattanarak Phiyada Akkraseranee Anchasa Mongkhonsamai Thanapat Kawila              | 29/05 - 27/06/2017 (Thứ 2 & 3) | 10 13 (VN) | Tại VN, phần này chiếu là phần hai | 03/09/18 - 19/09/18 (Thứ 2 - Thứ 6) |
| 2    | บ่วงเสน่หา / Buang Sanaeha Vòng lặp tình yêu / Giấu tình | Phutanate Hongmanop Sirapan Wattanajinda Akarat Nimitchai Yuthana Puengklarng               | 03/07 - 07/08/2017 (Thứ 2 & 3) | 11 14 (VN) | Tại VN, phần này chiếu là phần ba  | 20/09/18 - 07/10/18 (Thứ 2 - Thứ 6) |
| 3    | แสบเสน่หา / Saeb Sanaeha Đùa tình                       | Tanatat Chaiyaat Nuengthida Sophon Saranyu Winaipanit Raviyanun Takerd Arisara Thongborisut | 08/08 - 29/08/2017 (Thứ 2 & 3) | 7 10 (VN)  | Tại VN, phần này chiếu là phần một | 17/08/18 - 02/09/18 (Thứ 2 - Thứ 6) |

## Nội dung

### Phần 1: Gub Dug Sanaeha
Dont (Pong) luôn được xem là người đàn ông thành công với sự nghiệp vững vàng và một gia đình hạnh phúc bên người vợ Lita (Aom). Thế nhưng, thực tế 2 vợ chồng anh thường xuyên tranh cãi vì mẹ Dont không hề thích Ta.
Mệt mỏi giữa loạt mâu thuẫn gia đình, Dont gặp và sa vào lưới tình với Mind (Anchasa Mongkhonsamai) - một cô gái đầy thông minh, khéo léo. Sau phút "lạc đường", Dont bắt đầu cảm thấy hối hận, anh tìm cách cắt đứt với Mind nhưng mọi chuyện không hề đơn giản. Chuyện gì sẽ xảy ra khi để có được Dont, Mind bắt đầu bất chấp thủ đoạn phá hủy gia đình anh? Tổ ấm Dont và Tah dày công gây dựng liệu có thể bình yên vượt qua "kẻ trộm tình" bất chấp này?

### Phần 2: Buang Sanaeha
Mintra (Siraphun Wattanajinda) tưởng như đã trở thành nàng lọ lem hiện đại khi gặp được Peam (Captain) – một giám đốc giàu có và chu đáo. Thế nhưng, ngay sau đám cưới lãng mạn, Mintra nhận ra Peam đang ngoại tình. Trớ trêu thay, người mà chồng cô đang có mối quan hệ mờ ám lại là một người đàn ông: Jack (Ak Akarat). Không chỉ đau đớn phát hiện Peam vẫn còn yêu Jack, Mintra còn liên tiếp bị đẩy vào sóng gió khi Jack công khai "khiêu chiến", muốn đoạt Peam về tay mình? Chuyện gì sẽ xảy ra? Ai mới là người có lỗi trong mối tình tay 3 lạ lùng này?

### Phần 3: Saeb Sanaeha
Có một tình yêu tuyệt đẹp từ trung học, Pee (Kangsom) và Mook (Noona) tưởng như sẽ nắm tay nhau bước sang chương mới khi quyết định tổ chức hôn lễ trong mơ. Tuy nhiên, trong đêm tiệc trước ngày cưới, Pee qua đêm với những cô gái khác và bị Mook phát hiện. Không hề hối lỗi, Pee còn yêu cầu Mook hoãn đám cưới 2 năm để anh tận hưởng cuộc sống độc thân trước giờ chưa từng biết đến. Quá đau đớn, Mook hủy đám cưới, bỏ đi và cắt đứt mọi liên lạc.
Hai năm sau, tình cờ gặp lại nhau, trong khi Pee trở thành một "tay sát gái" thì Mook cũng hoàn toàn thay đổi - cô xinh đẹp, thu hút hơn và đang hẹn hò với giám đốc một công ty lớn. Trong khi Pee cảm thấy tiếc nuối, mong muốn quay lại thì Mook thẳng thừng từ chối. Mook liệu đã hoàn toàn quên Pee? Đặc biệt, câu chuyện giữa họ sẽ ra sao khi Pee phát hiện ra bạn trai Mook thực ra đang lăng nhăng cùng một cô gái khác?

## Rating
| Tập         | Phần 1 | Phần 2 | Phần 3 |
| ----------- | ------ | ------ | ------ |
| 1           | 1.23   | 1.30   | 1.20   |
| 2           | 1.10   | 1.56   | 1.40   |
| 3           | 0.90   | 1.70   | 1.45   |
| 4           | 1.10   | 1.71   | 1.10   |
| 5           | 1.20   | 2.18   | 1.41   |
| 6           | 1.25   | 2.00   | 1.40   |
| 7           | 1.40   | 2.19   | 1.54   |
| 8           | 1.74   | 2.00   |        |
| 9           | 1.70   | 2.18   |        |
| 10          | 2.32   | 2.22   |        |
| 11          |        | 2.74   |        |
| Trung bình: | 1.39   | 1.98   | 1.36   |

## Ca khúc nhạc phim
- รักแท้หรือแพ้ใจ / Ruk Tae Reu Pae Jai - Kangsom Tanatat Chaiyaat (chính)
- แพ้เธอ / Pae Tur - Kangsom Tanatat Chaiyaat (phần 3, phần 1 VN)
- เสน่หา / Sanay Hah - Preen The Star (phần 1, phần 2 VN)